# Constitución, Chile
Constitución este un oraș și comună din provincia Talca, regiunea Maule, Chile, cu o populație de 41.207 locuitori (2012) și o suprafață de 1343,6 km2.